# Anna Stera
Anna Stera-Kustucz (Duszniki-Zdrój, 14 de noviembre de 1974) es una deportista polaca que compitió en biatlón. Ganó una medalla de bronce en el Campeonato Mundial de Biatlón de 1993, en la prueba por equipos, y dos medallas en el Campeonato Europeo de Biatlón, oro en 1997 y bronce en 1996.

## Palmarés internacional
| Campeonato Mundial | Campeonato Mundial        | Campeonato Mundial | Campeonato Mundial |
| Año                | Lugar                     | Medalla            | Prueba             |
| ------------------ | ------------------------- | ------------------ | ------------------ |
| 1993               | Borovets (Bulgaria)       | Medalla de bronce  | Equipo             |
| Campeonato Europeo |                           |                    |                    |
| Año                | Lugar                     | Medalla            | Prueba             |
| 1996               | Val Ridanna (Italia)      | Medalla de bronce  | Individual         |
| 1997               | Windischgarsten (Austria) | Medalla de oro     | Velocidad          |